# Dantas Júnior
João da Costa Pinto Dantas Júnior, conhecido por Dantas Júnior (Salvador, 28 de agosto de 1898 — Salvador, 19 de agosto de 1969), foi um advogado e político brasileiro, imortal da Academia de Letras da Bahia.

## Biografia
Filho do político João da Costa Pinto Dantas e de Ana Adelaide Ribeiro dos Santos Dantas e neto do barão de Jeremoabo, formou-se em Direito pela Faculdade de Direito da Bahia em 1918. 
Casou se com Maria Mercedes Tourinho Dantas (filha de João Gonçalves Tourinho).
Em 1919, foi nomeado promotor da comarca de Itaberaba. Em 1922, foi nomeado juiz substituto e em 1926, assumiu a função de curador de menores abandonados e delinquentes, além de subprocurador do Ministério Público da Bahia.
Em cargo eletivos, concorreu e ganhou uma vaga para a Assembleia Legislativa da Bahia em 1921, mas em 1922 abriu mão do mandato para assumir o cargo de juiz substituto. Voltou a pleitear uma vaga na assembleia em 1934, quando foi eleito deputado à Assembléia Constituinte baiana, exercendo o mandato até 1937, quando ocorreu o golpe do Estado Novo. Entre 1937 e 1943, trabalhou como advogado e em fevereiro de 1943, foi nomeado secretário da interventoria na Bahia. Em setembro de 1944, foi nomeado presidente do Conselho Administrativo do estado.
Em 1945, concorreu e ganhou uma vaga para a Assembléia Nacional Constituinte pela UDN, pelo estado da Bahia. Com a promulgação da Constituinte, toda a Assembleia Constituinte foi transformada em Assembleia Ordinária e assim, manteve o seu cargo, agora como deputado federal. Em 1947, licenciou-se da Câmara para assumir a pasta da Secretaria da Fazenda do Estado da Bahia.
Em 1950, foi reeleito deputado federal e novamente reeleito em 1954. Em 1958, não conseguiu votos suficientes para uma vaga direta, ficando com uma suplência de deputado federal. Em abril de 1959, voltou para a Câmara dos Deputados, mas em setembro do mesmo ano, licenciou-se para assumir a pasta de secretário da Agricultura, Indústria e Comércio da Bahia, exercendo o cargo até 1963.
Entre 1963 até a sua morte, exerceu inúmeros cargos, tais como: membro do Conselho Administrativo de Defesa Econômica (CADE), presidente da Caixa Econômica da Bahia, membro do Conselho Disciplinar do Ministério Público, do Instituto Genealógico Brasileiro, do Instituto Peruano de Investigativos Genealógicas, da Academia Mallorquina de Estudos Genealógicos, da Academia Costarricense de Ciências Genealógicas, do Instituto Genealógico da Bahia, da Academia de Letras da Bahia, do Instituto Histórico e Geográfico da Bahia, do Instituto Histórico e Geográfico de São Paulo e do Instituto Histórico e Geográfico de Sergipe.
Também consta em sua carreira profissional, os cargos de professor de geografia no Ginásio da Bahia e professor catedrático de Direito Comercial na Escola de Comércio Feminina da Bahia. 
Seu filho João Carlos Tourinho Dantas foi deputado por diversas vezes e secretário de justiça de Roberto Santos.
O seu outro filho José Augusto Tourinho Dantas foi procurador geral do Estado e Secretário da Casa Civil de Antônio Carlos Magalhães em 1991. 
O seu filho Otávio Tourinho Dantas foi médico e provedor da casa pia órfãos de São Joaquim e vereador em Itapicuru, do qual foi presidente da câmara. 
Seus irmãos Annibal da Costa Pinto Dantas e Arthur da Costa Pinto Dantas foram prefeitos de Itapicuru. Seu outro irmão Antônio da Costa Pinto Dantas foi prefeito em Esplanada e Ituberá. E seu irmão José da Costa Pinto Dantas foi prefeito de Belmonte. O seu cunhado José Guimarães (filho de Wenceslau Guimarães) foi deputado estadual e federal também pela Bahia, os quais foram contemporâneos de legislaturas.
É avô do banqueiro Daniel Dantas fundador e proprietário do Banco Opportunity.
Faleceu em Salvador no dia 19 de agosto de 1969.